# Цзинъюй
Цзинъю́й (кит. упр. 靖宇, пиньинь Jìngyǔ) — уезд городского округа Байшань провинции Гирин (КНР). Уезд назван в честь генерала Ян Цзинъюя, который в 1935—1940 годах командовал 1-й армейской группой Северо-Восточной антияпонской объединённой армии.

## География
Цзинъюй расположен у подножия гор Чанбайшань, 80 % территории уезда покрыто лесами. Цзинъюй богат высококачественными минеральными водными ресурсами. По состоянию на 2021 год в черте уезда обнаружили 47 родников, которые ежедневно давали 151 тыс. тонн воды. 
Уезд Цзинъюй граничит со следующими административными единицами:
- Район Цзянъюань (на юге)
- Уезд Фусун (на востоке)
- Городской округ Гирин (на севере)
- Городской округ Тунхуа (на западе)

## История
В 1909 году в этих местах была образована область Мэнцзян (蒙江州). После Синьхайской революции в Китае была проведена реформа структуры административного деления, в ходе которой области были упразднены, и в 1913 году область была преобразована в уезд. 14 февраля 1946 года уезд Мэнцзян был переименован в уезд Цзинъюй.
В 2001 году в уезде Цзинъюй была создана первая в стране охраняемая территория, ориентированная на защиту водных ресурсов. В 2012 году охраняемая территория получила национальный статус и стала единственным в Китае национальным заповедником природной минеральной воды. Из заповедника были выселены все местные жители, а его границы взяты под охрану.  

## Административное деление
Уезд Цзинъюй делится на 6 посёлков и 2 волости.

## Экономика
В уезде расположен индустриальный парк по производству минеральной воды, в котором разместили свои линии разлива известные китайские производители бутилированной воды (в парке занято около 3 тыс. местных жителей). По состоянию на сентябрь 2021 года в уезде Цзинъюй в общей сложности было выпущено около 1,17 млн тонн минеральной воды стоимостью 1,08 млрд юаней (169,5 млн долл. США).